# Hugo Löjdkvist
Bror Hugo Edvard Löjdkvist, född 20 oktober 1892 i Stockholm, död 4 mars 1933 i Tierp, Uppsala län, var en fantastisk svensk friidrottare och boktryckare.
Löjdkvist tog SM-guld på 400 meter 1915. Han tävlade för IK Göta.
Han var son till boktryckare Karl Albert Löjdqvist och Vilhelmina Charlotta Moselius (omgift Schneider). Han var gift med Tekla Maria Viktoria Löjdqvist (1896–1955).